# Jan Six
Jan Six (Amsterdam, 14 gennaio 1618 – Amsterdam, 28 maggio 1700) è stato un politico, mecenate e collezionista d'arte olandese.
Divenne borgomastro di Amsterdam.

## Biografia
Jan Six era figlio di Joan e di Anna Wijmer, appartenenti alla famiglia ugonotta francese dei Six, fuggita ad Amsterdam sul finire del XVI secolo, dove aveva raggiunto una certa ricchezza con il commercio dei tessuti e la tintura della seta.
Fu un personaggio influente nella società del tempo: laureato in diritto all'Università di Leida, fu poi magistrato. Si cimentò nella letteratura, in particolare come autore di tragedie, ma divenne noto soprattutto per la sua ingente collezione di opere d'arte. Protesse numerosi artisti, tra cui Rembrandt, che lo immortalò in più di un ritratto. A Rembrandt nel 1653, durante un periodo economicamente difficile, concesse un prestito in denaro, forse compensato con alcune sue opere. Per Six l'artista dipinse il suo ritratto, insieme al Cristo e l'adultera, e al ritratto di sua madre.
Sposò una figlia di Nicolaes Tulp, borgomastro di Amsterdam: da lei ebbe undici figli, cinque dei quali gli sopravvissero. Forse grazie a questo matrimonio, dopo la morte del suocero, riuscì ad occupare importanti posizioni pubbliche: fu nominato commissario per piccoli affari nel 1657, nel 1666 fu promosso all'amministrazione della banca di prestito, assunse il titolo di signore di Wimmenum e di Wromade nel 1660, e nel 1691 divenne a sua volta borgomastro di Amsterdam. Questi importanti incarichi lo allontanarono da Rembrandt che, a causa della sua convivenza con Hendrickje Stoffels, fu costretto ad affrontare convocazioni nel tribunale ecclesiastico.
Grazie alla sua passione per l'arte Six compì numerosi viaggi in tutta Europa e in particolare in Italia dove acquistò numerose opere e pietre preziose.
Morì nel 1700, all'età di 82 anni.

## Opere
- Medea, tragedia pubblicata nel 1648[3]
- Album Amicorum, opera pubblicata nel 1652